# Fajge Ilanit
Fajge Ilanit (hebr.: פייגה אילנית, ang.: Fayge Ilanit, ur. 7 lutego 1909 w Brańsku, zm. 14 lipca 2002) – izraelska polityk, w latach 1949–1951 poseł do Knesetu z listy Mapam.
W wyborach parlamentarnych w 1949 po raz pierwszy i jedyny dostała się do izraelskiego parlamentu.